# Schlosshof (Bielefeld)
Der Bielefelder Schloßhof in seinen Grundmauern stammt bereits aus dem 17. Jahrhundert. Während er zunächst als Meierhof bzw. Adelshof Brodhagen bekannt war, wurde er ab 1880 zu einem Ausflugslokal umgebaut und erhielt vom Volksmund seinen heutigen Namen. Bis zum Kriegsbeginn 1939 fungierte er als Ausflugslokal. Ab 1940 wurde das Gebäude zu einem sogenannten „Jüdischen Umschulungslager“ umgebaut.
Zwischen 1940 und 1943 war der Schlosshof ein Arbeitslager für jüdischen Häftlinge. Hierzu wurde das Gelände um einige Stein- und Holzbaracken erweitert und in zwei Bereiche aufgeteilt: in das Arbeitslager bzw. die „Arbeitseinsatzstelle“ und in ein jüdisches „Alters- bzw. Siechenheim“. Im Laufe der Jahre waren in beiden Lagern rund 248 jüdische Menschen inhaftiert, welche jedoch überwiegend nicht aus Bielefeld stammten. 
Das Gebäude war für ca. 80 Personen provisorisch umgebaut worden, sodass im Zuge dessen in den beiden großen Sälen mit Mehretagenbetten Schlafstätten für Männer und Frauen geschaffen wurden. Diese Stätten wurden später um kleinere Räume für einzelne Familien erweitert oder umgebaut. Zudem gab es in dem Lager einen Speisesaal, Aufenthaltsräume, eine Gemeinschaftsküche und Büroräume. Die Wasch- und Toilettenanlagen waren über den Hof verteilt.
Einhergehend mit der offiziellen Auflösung des Lagers im Februar 1943 wurden die Insassen nach und nach verlegt oder deportiert. Am 3. März 1943 wurden die Lagerinsassen in das Konzentrationslager Auschwitz deportiert. Die Bewohner des „Alten- und Siechenheims“ wurden am 12. Mai 1943 nach Theresienstadt deportiert. Von den rund 248 Insassen des Lagers wurden rund 205 in den Konzentrationslagern ermordet.

## Gegenwart
Nach einer umfangreichen Sanierung im Jahr 2012 wird der Schloßhof derzeit wieder als Gastronomie genutzt.